# Polacker i USA
Till polacker i USA eller polska amerikaner (engelska: Polish Americans; polska: Polonia amerykańska) räknas personer som är boende i USA, och som har sitt ursprung i Polen. Enligt United States Census Bureau bodde det 2019 i USA sammanlagt 8 969 530 som uppgavs härstamma från Polen. Polacker utgör den åttonde största etniska minoriteten i USA.